# John Davenport
John Davenport (1939. november 21. –) brit rali-navigátor.

## Pályafutása
1973 és 1999 között összesen tizennyolc világbajnoki versenyen navigált.
Hannu Mikkola navigátoraként egy futamgyőzelmet szerzett a világbajnokságon; kettősük 1974-ben megnyerte a finn versenyt.
Pályafutása alatt olyan neves versenyzőkkel dolgozott együtt, mint Achim Warmbold, Rauno Aaltonen, Simo Lampinen és Timo Mäkinen.

### Rali-világbajnoki győzelem
| #  | Dátum               | Rali      | Versenyző     | Autó               | Összefoglaló |
| -- | ------------------- | --------- | ------------- | ------------------ | ------------ |
| 1. | 1974. augusztus 2-4 | Finn rali | Hannu Mikkola | Ford Escort RS1600 | Összefoglaló |

## Külső hivatkozások
- Profilja a rallybase.nl honlapon